# Leonie Benesch
Leonie Benesch (Hamburgo, 22 de abril de 1991) é uma atriz alemã. Desde 2007 trabalhou em mais de 30 produções cinematográficas e televisivas. Ela ganhou o Deutscher Filmpreis por seu papel principal no drama The Teachers' Lounge (2023).

## Biografia
Em 2009, Benesch fez o papel de Eva no filme A Fita Branca, que ganhou a Palma de Ouro. Os críticos de cinema destacaram sua atuação como "uma descoberta". Ela recebeu o Young Artist Award por seu trabalho Em 2010, atuou no drama Picco de Philip Koch e no filme Colors in the Dark de Sophie Heldman, onde trabalhou ao lado de Senta Berger e Bruno Ganz.
Em 2017, Benesch atuou na série de televisão Babylon Berlin como Greta Overbeck, ganhando o Deutscher Filmpreis. Benesch também atuou em The Crown como irmã do Príncipe Philip, a Cecília da Grécia e Dinamarca. Em 2020, ela foi escalada para a minissérie Around the World in 80 Days da BBC, ao lado de David Tennant.

## Filmografia

### Cinema
| Ano  | Título                                  | Papel               | Notas          |
| ---- | --------------------------------------- | ------------------- | -------------- |
| 2007 | Beautiful Bitch                         | Gitti               |                |
| 2009 | The White Ribbon                        | Eva                 |                |
| 2010 | Picco                                   | Namorada de Kevin   |                |
| 2010 | Satte Farben vor Schwarz                | Yvonne              |                |
| 2011 | Was uns zusteht                         | Kerstin             | Curta-metragem |
| 2012 | Morgenröte                              | Lynn                | Curta-metragem |
| 2013 | Brüderlein                              | Teresa              |                |
| 2013 | George                                  | Margot Hanke        | Telefilme      |
| 2013 | Das Jerusalem-Syndrom                   | Maria Gärtner       | Telefilme      |
| 2014 | Die Flut ist pünktlich                  | Mia Halbach         | Telefilme      |
| 2014 | Die Frauen der Wikinger - Odins Töchter | Jova                | Telefilme      |
| 2015 | 8 Seconds                               | Helen               |                |
| 2019 | Brecht                                  | Elisabeth Hauptmann |                |
| 2020 | Phoenix                                 | Jenny               | Curta-metragem |
| 2020 | Persian Lessons                         | Elsa                |                |
| 2020 | Der Überläufer                          | Hildegard Roth      |                |
| 2023 | The Teachers' Lounge                    | Carla Nowak         |                |

### Televisão
| Ano        | Título                      | Papel                   | Notas                              |
| ---------- | --------------------------- | ----------------------- | ---------------------------------- |
| 2012       | Cologne P.D.                | Nadia Winkowski         | Episódio: "Zeugin in Angst"        |
| 2012       | Der Kriminalist             | Clarissa von Tannenhof  | Episódio: "Blaues Blut"            |
| 2013       | Tatort                      | Julia                   | Episódio: "Freunde bis in den Tod" |
| 2017       | Howards End                 | Frieda Mosenbach        | 1 episódio                         |
| 2017, 2019 | The Crown                   | Princess Cecilie        | 3 Episódios                        |
| 2017–2020  | Babylon Berlin              | Greta Overbeck          |                                    |
| 2018       | Counterpart                 | Sofia                   | 2 episódios                        |
| 2018       | Morden im Norden            | Gaby Zinke              | Episódio: "Jäger und Sammler"      |
| 2019       | Holiday Secrets             | Lara                    |                                    |
| 2019       | The Master Butcher          | Eva                     |                                    |
| 2020       | Spy City                    | Eliza Hahn              |                                    |
| 2021       | Around the World in 80 Days | Abigail "Fix" Fortescue |                                    |
| 2023       | The Swarm                   | Charlie Wagner          |                                    |